# 莫格爾 (內華達州)
莫格爾（英語：Mogul）是位於美國內華達州瓦肖縣的普查規定居民點。

## 人口
根據2020年美國人口普查的數據，莫格爾的面積為3.78平方千米，當中陸地面積為3.76平方千米，而水域面積為0.01平方千米。當地共有人口1258人，而人口密度為每平方千米332.8人。